# Regierungsbezirk Düsseldorf
Düsseldorf is een van vijf Regierungsbezirke (regio's) van Noordrijn-Westfalen, een deelstaat van Duitsland. De regio van Düsseldorf is de bevolkingrijkste Regierungsbezirk in Duitsland. Ze ligt in het westen van Noordrijn-Westfalen. De structuur van de regio is overwegend stedelijk. Niettemin, ongeveer 52% van de oppervlakte is landbouwgrond en een zevende van het gebied is bebost.
| Kreise                                                           | Kreisfreie Städte |
| ---------------------------------------------------------------- | --- |
| - Kleef (Kleve) - Mettmann - Rhein-Kreis Neuss - Viersen - Wesel | 1. Düsseldorf 2. Duisburg 3. Essen 4. Krefeld 5. Mönchengladbach 6. Mülheim an der Ruhr 7. Oberhausen 8. Remscheid 9. Solingen 10. Wuppertal |

## Aangrenzende regio's
| Aangrenzende regio's | Aangrenzende regio's      | Aangrenzende regio's    | Aangrenzende regio's | Aangrenzende regio's     |
| -------------------- | ------------------------- | ----------------------- | -------------------- | ------------------------ |
|                      |                           | Gelderland (NL)         |                      | Regierungsbezirk Münster |
|                      |                           |                         |                      |                          |
| Limburg (NL)         | Regierungsbezirk Arnsberg |                         |                      |                          |
|                      |                           |                         |                      |                          |
|                      |                           | Regierungsbezirk Keulen |                      |                          |